# Ходжа махала
Ходжа махала (на гръцки: Παρόχθιο, Парохтио, катаревуса: Παρόχθιον, Парохтион, до 1927 година Χότζα Μαχαλέ, Ходза Махале) е село в Егейска Македония, Гърция, дем Кукуш (Килкис) на административна област Централна Македония.

## География
Селото е разположено в планината Карадаг (Мавровуни), североизточно от град Кукуш (Килкис).

## История

### В Османската империя
През XIX век Ходжа махала е село в казата Аврет Хисар (Кукуш) на Османската империя. В „Етнография на вилаетите Адрианопол, Монастир и Салоника“, издадена в Константинопол в 1878 година и отразяваща статистиката на населението от 1873 година, Оджа махалеси (Odja Nahalesi) е посочено като селище в каза Аврет Хисар (Кукуш) с 15 домакинства, като жителите му са 40 мюсюлмани. Според статистиката на Васил Кънчов („Македония. Етнография и статистика“) в 1900 година Кусъ Ходжа Махлеси има 156 жители, всички турци.

### В Гърция
След Междусъюзническата война селото попада в Гърция. В 1926 година името на селото е променено на Парохтион, но официално промяната влиза в регистрите в следващата 1927 година. В 1928 година селото е изцяло бежанско с 33 семейства и 110 жители бежанци.